# Metro de Calcuta
El Metro de Calcuta (idioma hindi:कोलकाता मेट्रो रेल Idioma bengalí:কলকাতা মেট্রো) és el Metro de la ciutat de Calcuta, capital de l'estat federal de Bengala Occidental. Quan es va inaugurar, el 1984, era l'únic metro de l'Índia.
Actualment, la xarxa té dues línies operatives. Una línia nord-sud de 27,4 km que connecta Noapara amb Kavi Subhash amb 24 estacions, de les quals set són elevades, dues a nivell del terra i les quinze restants subterrànies, i una línia est-oest de 7,2 km que connecta Phoolbagan amb el sector de Salt Lake Sector-V amb 7 estacions elevades però que encara no està en correspondència amb la primera línia. Hi ha tres línies més en construcció en diferents etapes. El 2000 el metro va transportar 56 milions de persones. El sistema està administrat per Indian Railways.
El metro de Calcuta és el primer sistema de trànsit ràpid planificat i operatiu de l'Índia. Es va planejar inicialment als anys vint, però la construcció es va iniciar als anys setanta. El primer tram subterrani, des de Bhawanipur (ara Netaji Bhavan) fins a Esplanade, es va obrir el 1984. La línia 2, o el corredor est-oest, es va obrir el 2020. És la cinquena xarxa de metro operativa més llarga de l'Índia després del metro de Delhi, el metro de Hyderabad, el metro de Bengaluru i el metro de Chennai.

## Història
El 1972 es va sancionar la llei que autoritzava la construcció d'una línia de metro, que correria en sentit nord-sud, al llarg de 16,45 km entre les estacions Dum Dum i Tolligunj. La construcció va començar el 1973, però el projecte va sofrir nombrosos problemes i retards. El 24 d'octubre de 1984 va ser inaugurat el primer tram, de 3,40 km entre les estacions Esplanade i Bhawanipur. La línia es va completar el 1995, quan es va habilitar el tram entre Dum Dum i Tollygunj.